# John Bramwell
John Harold Arnold Bramwell (Hattersley, ...) è un cantautore britannico.
È il leader degli I Am Kloot, e ha precedentemente pubblicato materiale solista con il nome "Johnny Dangerously" e con una band chiamata The Ignition. Per un breve periodo ha smesso di suonare e ha cercato fortuna in televisione presentando show musicali per la Granada TV. In uno di questi show incontrò la co-presentatrice Tara Newley (figlia dell'attrice Joan Collins e del cantante Anthony Newley) con la quale ebbe una storia. Dopo la fine della sua carriera in TV iniziò a lavorare al Night & Day Cafe di Manchester organizzando le apparizioni delle band. Nel 1999 con Peter Jobson e Andy Hargreaves fondò gli I Am Kloot.